# さくさくEC
さくさくECは、さくさく株式会社（英語: SAKUSAKU CO.,Ltd.）が運営する切削工具専門の通販サイト。
さくさく株式会社は大阪府大阪市に本社を置く、切削工具専門の通信販売会社で、2020年10月1日に事業者向けの販売サイトをオープンした。親会社は同じく大阪市に本社を置く切削工具や耐摩工具などの専門商社である株式会社Cominix（旧社名：大阪工機株式会社）。

## 概要
社名は、同社が取り扱う切削工具から「さくさく選べて、さくさく削れる切削工具の専門サイト」にしたいという思いを込めたもの。
数十万余の商品をウェブサイトやカタログに掲載し、在庫品は平日17:30までの受注で当日出荷する。
主要取扱品目はドリル・エンドミル・旋盤加工用の刃先交換式チップ・ロウ付けバイトなど。
オープン当初はオリジナルブランド（SAKUSAKU製品）のみを取り扱いしていたが、現在は世界各国の優れた切削工具が40万種類以上掲載されている。

## 沿革
- 2019年9月 - 株式会社Cominixの出資により「さくさく株式会社」設立。澤口典宏が代表取締役社長となる。
- 2020年10月 - 事業者向け切削工具の専門通販サイト「さくさくEC」をオープン。在庫センターを大阪府箕面市に設置。
- 2021年11月 - 本社を大阪府大阪市中央区南本町へ移転。メインスタッフの入れ替えを行い、本格的に営業を開始[8]。
- 2022年4月 - 40万点以上の有名ブランド製品の掲載をスタート[7]。
- 2022年11月 - JIMTOF2022初出展
- 2023年10月 - メカトロテックジャパン2023初出展
- 2024年6月 - 切削工具の掲載アイテム数が65万点を突破。